# Twee stukken voor klein orkest
Twee studies voor klein orkest is een compositie van Aarre Merikanto. De twee korte werkjes (Tranquillo en Cantabile) kunnen gezien worden als het verlengde van de Tien stukken voor orkest. Het zijn pentekeningen/oefeningen. De muziek van Merikanto viel uit de toon binnen de Finse muziekwereld.
De bezetting voor het ensemble is bijzonder, net als de piccolosolo in het tweede deeltje.
Samenstelling:
- 2 dwarsfluiten (waarvan 1 piccolo), 2 hobo’s, 2 klarinetten, 2 fagotten
- 2 hoorns
- piano, celesta
- violen, altviolen, celli, contrabassen